# Loo (Hilvarenbeek)
Het Loo is de naam van een buurtschap  in de gemeente Hilvarenbeek in de Nederlandse provincie Noord-Brabant. Sinds de jaren dertig van de twintigste eeuw wordt onderscheid gemaakt in Groot Loo en Klein Loo, waarvan dit laatste na de groei van Hilvarenbeek in de vijftiger jaren van de 20e eeuw binnen de dorpskom is komen te liggen.

## Ligging
De buurtschap is gelegen ten westen van Hilvarenbeek grenzend aan de buurtschappen Gorp en Roovert. Klein Loo ligt aan het begin van de Roovertse dijk, een onverharde weg naar de grens met Poppel, Groot Loo is een klinkerweg naar Gorp.

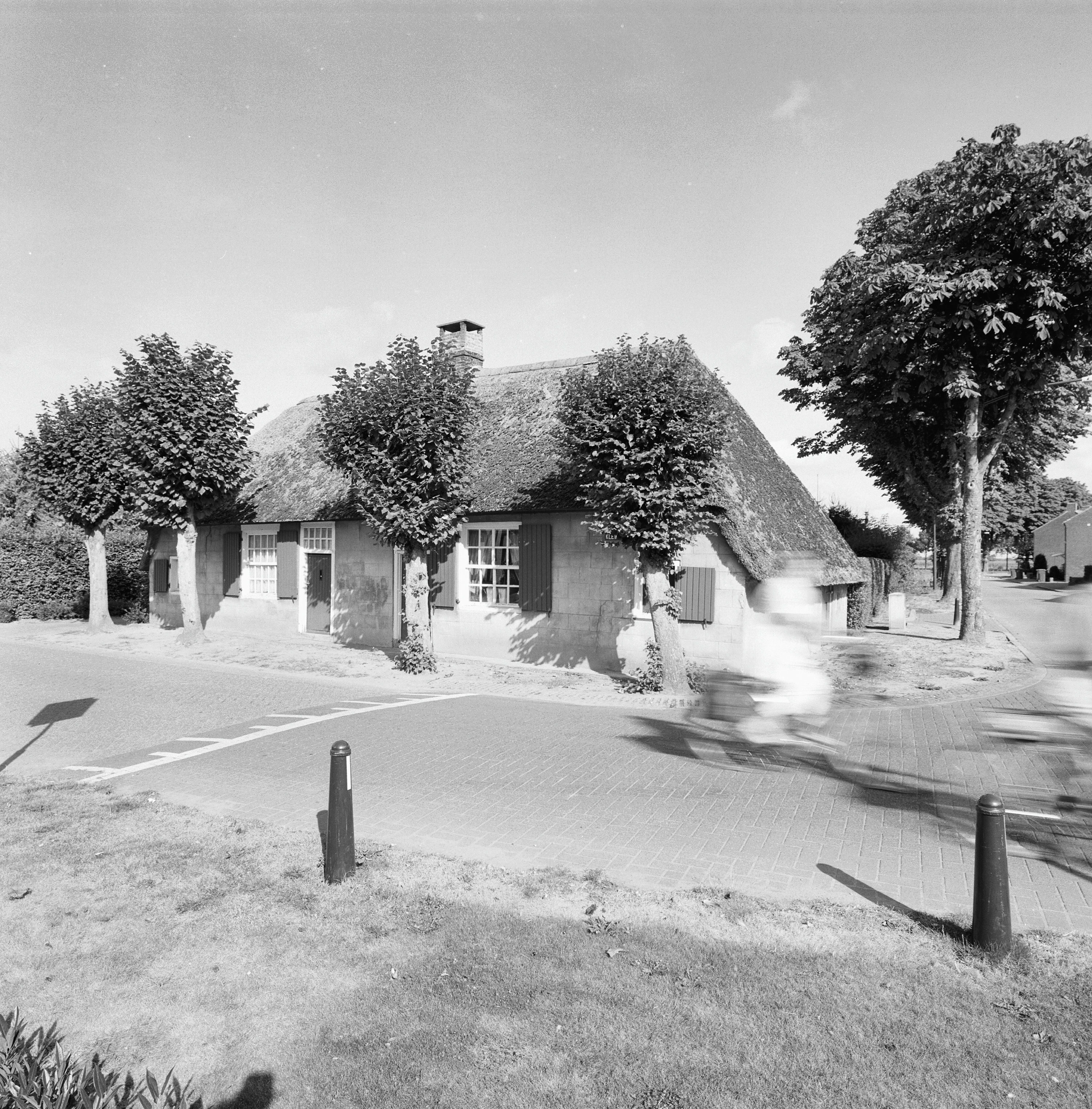
Overzicht voorgevel Klein Loo 2-4

## Toponymie
-loo is een in veel plaatsnamen voorkomend toponym, en betekent een bosje op hoge zandgrond.

## Ontstaan
In het begin van de 13e eeuw wordt Lo genoemd in een lijst van hoeven en cijnzen van de abdij Echternach.

## Verloop van de buurtschap
Op de gemeenteatlas uit 1848 zijn 24 huizen te vinden op 't Loo. Over de hei richting Gorp lopen kronkelige landweggetjes.
Hierna is de Loose Straat aangelegd. 

Begin 21e eeuw telt de buurtschap 60 huizen met 150 inwoners.

## Bezienswaardigheden
- Boerderij Klein Loo 2-4, een dubbele 18e-eeuwse landarbeiderswoning.

## Overig
Op Groot Loo staat een restant van het in maart 2020 afgebrande boerderijmuseum Grutje.
Hoofdplaats: Hilvarenbeek      Dorpen: Baarschot · Biest-Houtakker · Diessen · Esbeek · Haghorst

Buurtschappen en gehuchten: Den Opslag (deels) · Driehuizen · Dun · Groenstraat · Gorp · Groot-Loo · Groote Voort · Heikant · Hoogeind · Hoog Spul · Klein Loo · Kleine Voort · Laag Spul · Roovert · Tulder · Waterstraat · Westerwijk

Noord-Brabant: Steden en dorpen      Nederland: Provincies · Gemeenten